# رشاد ايوبوف
رشاد ايوبوف (3 ديسمبر 1992 بسومقاييت في أذربيجان - ) هو لاعب كرة قدم أذربيجاني في مركز الهجوم. شارك مع منتخب أوكرانيا تحت 16 سنة لكرة القدم ومنتخب أذربيجان تحت 17 سنة لكرة القدم ومنتخب أذربيجان تحت 21 سنة لكرة القدم ومنتخب أذربيجان لكرة القدم. أما مع النوادي، فقد لعب مع نادي خزر لنكران ونادي قبله ونادي كاباز وسیمرغ زاقاتالا ‏.

## وصلات خارجية
- رشاد ايوبوف على موقع الاتحاد الأوربي (الإنجليزية)
- رشاد ايوبوف على موقع اتحاد أوكرانيا (الإنجليزية)
- رشاد ايوبوف على موقع قاعدة بيانات كرة القدم.إي يو (الإنجليزية)
- رشاد ايوبوف على موقع ناشيونال فوتبول تيمز (الإنجليزية)
- رشاد ايوبوف على موقع Soccerway.com (الإنجليزية)
- رشاد ايوبوف على موقع AS.com (الإسبانية)